# Konstantin Jacoby
Konstantin Jacoby (* 26. März 1954 in Istanbul) ist als Partner von Reinhard Springer Namensgeber der Werbeagentur Springer & Jacoby.

## Leben
Konstantin Jacoby absolvierte zwei Studiengänge an der Hochschule der Künste (heute: Universität der Künste) in Berlin. Anschließend begann er eine Tätigkeit als Werbetexter bei der Firma Univas in Düsseldorf. Bei der Düsseldorfer Werbeagentur GGK arbeitete er ab 1977 als Werbetexter unter anderem für den Kunden Volkswagen und traf hier auf seinen späteren Partner Reinhard Springer. Konstantin Jacoby trennte sich 2006 von seinen Anteilen an Springer & Jacoby. Er ist Ehrenmitglied des Art Directors Club.